# Ministro de Estado de Bolivia
Los ministros de Estado de Bolivia son servidores públicos que desempeñan las altas funciones públicas  y forman parte de la estructura organizativa del Organó Ejecutivo. A la vez, las ministras y los ministros son los principales colaboradores directos e inmediatos del Presidente de Bolivia.
La Presidenta o el Presidente de Estado es el encargado de designar mediante decreto presidencial a los Ministros de Estado que sean de su absoluta confianza. En cuanto a su jerarquía, las únicas personas que se encuentran por encima de un ministro o una ministra son el Presidente de Bolivia y el Vicepresidente de Bolivia.
Cabe mencionar también que los Ministros de Estado son responsables de todos los actos de administración adoptados en sus respectivos ministerios.

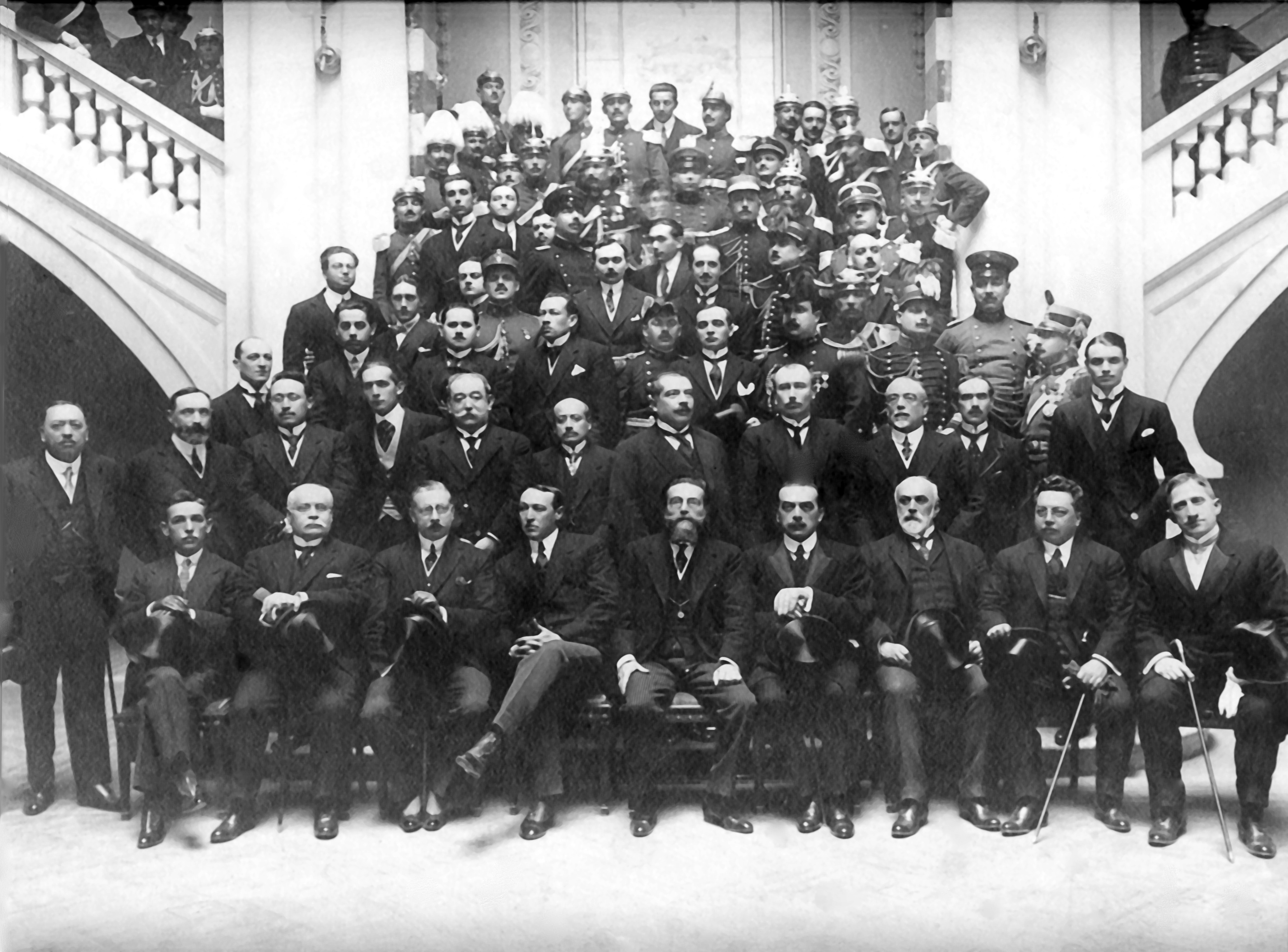
Fotografía del año 1917 del Presidente de Bolivia José Gutiérrez Guerra (en el centro) acompañado de sus Ministros de Estado en las gradas principales del Palacio de Gobierno ubicado en la Plaza Murillo, a principios del.

## Historia de los Ministros de Estado

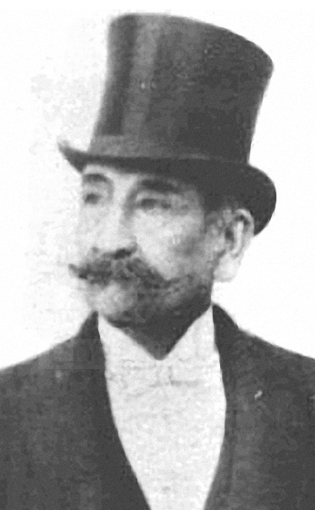
Una fotografía del año 1888 de Serapio Reyes Ortiz (1822-1900), en su calidad de Ministro de Estado de Bolivia durante el año 1879 y 1891 a finales del.

Mediante el Decreto de 13 de enero de 1826, Antonio José de Sucre organizó una secretaría nacional de Estado dividida en dos: la secretaría de Gobierno (o Interior) y Hacienda, encomendando al teniente coronel de Facundo Infante, y la secretaría Militar o de Guerra, encomendando al teniente coronel Agustín Jeraldino. Posteriormente para organizar la economía se dividió la secretaría de Gobierno y Hacienda, creándose así la secretaria de Hacienda, encomendando a Juan de Bernabé y Medero. Por Ley de 19 de junio de 1826, los miembros de la secretaría de nacional o de Estado pasaron a ser ministros, heredando sus despachos (Interior, Hacienda y Guerra), y en caso de que el presidente de la República se encuentre ausente o en estado de enfermedad, el gobierno debía recaer en los encargados de los ministerios, «formando un consejo presidido por el más antiguo».
Cabe mencionar que la Constitución política del Estado de 1826, reconoce que el poder ejecutivo está compuesto por un presidente «vitalicio», un vicepresidente y 3 ministerios de Estado. Los primeros ministerios con los que Bolivia nació durante aquella época eran los siguientes:
- Ministerio del Interior y Relaciones Exteriores (actualmente denominados como Ministerio de Gobierno y Ministerio de Relaciones Exteriores)
- Ministerio de Hacienda (actualmente denominado como Ministerio de Economía y Finanzas Públicas)
- Ministerio de Guerra y Marina (actualmente denominado como Ministerio de Defensa Nacional)

En la actualidad, estos 4 ministerios se han consolidado a lo largo de la Historia de Bolivia como los ministerios más antiguos de todo el país.

### Requisitos históricos de los ministros de estado

#### Constitución de 1826
La constitución boliviana de 1826 señalaba que los únicos requisitos  para ser ministro de estado era contar con la ciudadanía boliviana, tener mínimamente 30 años de edad, y no haber sido jamás condenado por causas criminales.

#### Constitución de 1831
La constitución boliviana de 1831, exigía mucho más requisitos para ser ministro de estado, los cuales eran aparte de tener la ciudadanía boliviana, haber residido previamente por lo menos unos "10 años" continuos en el territorio boliviano antes de ser nombrado ministro. La constitución exigía también que para ser ministro de estado se requería tener un capital de 12 000 pesos en bienes raíces o sino una renta de 1000 pesos o alguna profesión que la produzca.
En cuanto a la edad, la constitución de 1831 exigía que para ser ministro de estado se debe tener mínimamente 35 años de edad al día de su nombramiento y no haber sido condenado a pena corporal o de infamia.

#### Constitución de 1834
La constitución boliviana de 1834 mantuvo los mismos requisitos que se exigía para ser ministro de estado en la constitución de 1831, no existiendo cambio alguno.

#### Constitución de 1839
La constitución boliviana de 1839, cambió la denominación del nombre de "Ministro de Estado" pasando a denominarse "Ministro Secretario de Estado" así también se eliminaba todos los anteriores requisitos y solamente se exigía ser boliviano de nacimiento y ejercer la ciudadanía para ser ministro de estado.

#### Constitución de 1843
La constitución boliviana de 1843 reponía el nombre de "Ministro de Estado" y solamente exigía ejercer la ciudadanía boliviana. Pero asimismo incluía que los ministros que se encuentren enjuiciados no podrán salir del territorio boliviano.

## Atribuciones
Según la Constitución Política del Estado Boliviano del año 2009, los Ministros de Estado tienen las atribuciones de dirigir las políticas gubernamentales y la administración pública en su respectivo sector en el ramo correspondiente.
Proponen y coadyuvan las políticas generales del gobierno así como también dirigen en su sector las diferentes políticas gubernamentales. 
Además de dirigir la gestión de la administración pública, los ministros también son los encargados de dictar las normas administrativas dentro del ámbito de sus competencias. Los ministros pueden proponer diferentes proyectos de decretos supremos y suscribirlos junto con el Presidente del Estado.
Sus acciones deben ser transparentes, y están obligados a presentar los informes que solicite la Asamblea Legislativa Plurinacional, además de proporcionar información sobre el uso de los recursos del ministerio a cualquier ciudadano que lo solicite. Dicha información debe ser de forma veraz, oportuna, adecuada y completa.
Los ministros de estado deben coordinar con los otros ministerios la planificación de las políticas del gobierno y su posterior ejecución. Cabe mencionar también que las diferentes políticas públicas, actividades de evaluación y control de la gestión pública deben ser promovidas e implentadas en coordinación con los diferentes movimientos sociales.
Los ministros son también los que resuelven en última instancia todo asunto administrativo que corresponda a su respectivo Ministerio.

## Requisitos
Para ser designado Ministra o Ministro de Estado, se necesita cumplir obligatoriamente con los siguientes requisitos que manda la constitución política del estado.
- Tener como mínimo 25 años de edad al día de su nombramiento
- No haber formado parte de la Asamblea Legislativa Plurinacional[7]
- No podrá ser designado como ministro de estado aquella persona que haya sido accionista, directivo o socio de empresas y entidades financieras que tengan intereses opuestos con el Estado o que mantengan relación contractual con el mismo.[7]
- No podrá ser designado ministro de estado, aquella persona que tenga contratos pendientes de su cumplimiento con el Estado o deudas ejecutoriadas con el Estado, ya sea en forma directa o en calidad de representante legal de persona júridica.[7]
- No ser cónyuge ni pariente cercano hasta el segundo grado de afinidad con el Presidente de Bolivia ni con el Vicepresidente de Bolivia.[7]